# 金谷駅 (京畿道)
金谷駅（クムゴクえき）は、大韓民国京畿道南楊州市金谷洞にある韓国鉄道公社京春線の駅である。駅番号はP127。

## 駅構造
- 相対式ホームを持つ2面2線の高架駅である。

## 利用状況
近年の一日平均利用人員推移は下記のとおり。なお、2010年は開業日の12月21日から12月31日までの11日間の平均である。
| 路線    | 路線     | 2010年 | 2011年 | 2012年 | 2013年 | 2014年 | 2015年 | 2016年 | 2017年 | 2018年 | 出典  |
| ------- | -------- | ------ | ------ | ------ | ------ | ------ | ------ | ------ | ------ | ------ | ----- |
| ●京春線 | 乗車人員 | 1,007  | 973    | 1,166  | 1,307  | 1,386  | 1,455  | 1,496  | 1,538  | 1,528  | [ 1 ] |
| ●京春線 | 降車人員 | 952    | 888    | 1,119  | 1,236  | 1,339  | 1,414  | 1,453  | 1,484  | 1,471  | [ 1 ] |
| ●京春線 | 乗降人員 | 1,959  | 1,861  | 2,285  | 2,543  | 2,725  | 2,869  | 2,949  | 3,022  | 2,999  | [ 1 ] |

## 駅周辺
- 南楊州金谷初等学校
- 金谷高等学校
- 金谷中学校
- 南楊州市庁 第1庁舎
- 洪裕陵
- 金谷洞住民センター

## 歴史
- 1939年7月25日 - 開業。
- 2010年12月21日 - 首都圏電鉄京春線開業に伴い移転開業。

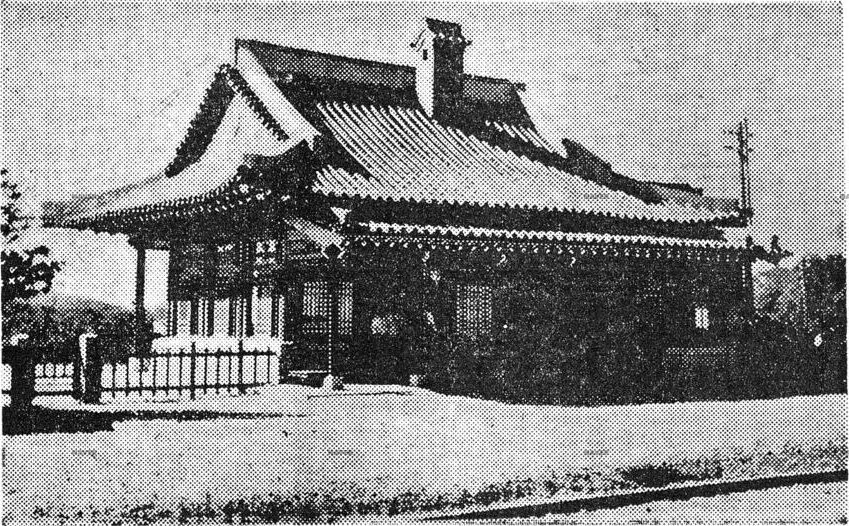
日本統治時代の駅舎画像(1940年)
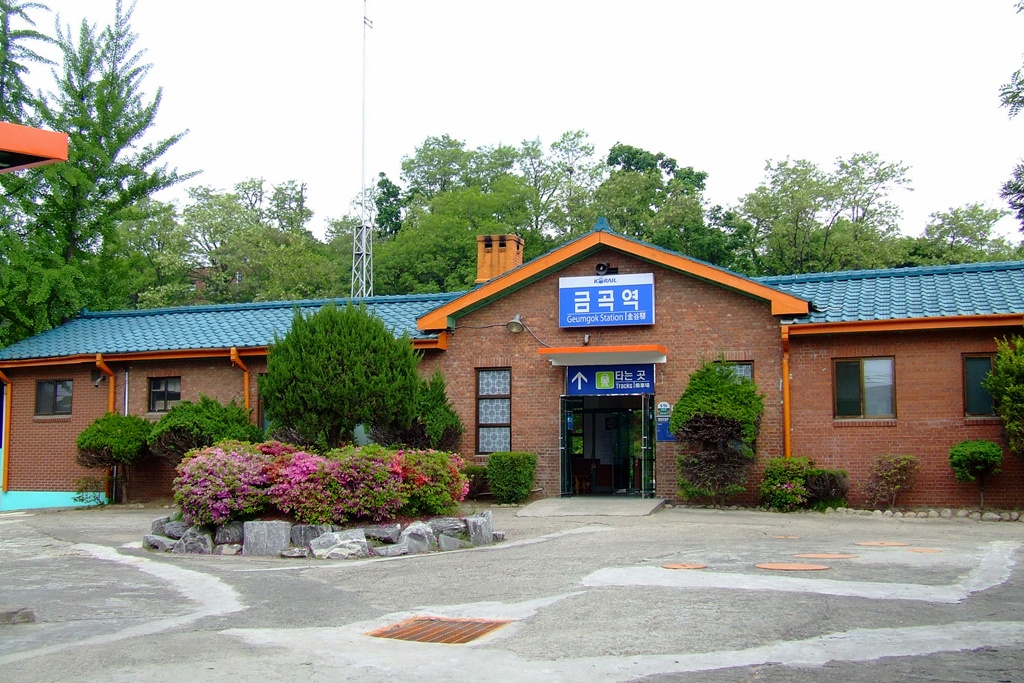
2010年の移転まで使われていた旧駅舎(2009年5月)

## 隣の駅
韓国鉄道公社
●京春線
思陵駅 (P126) - 金谷駅 (P127) - 坪内好坪駅 (P128)